# Synema fuelleborni
Synema fuelleborni är en spindelart som beskrevs av Dahl 1907. Synema fuelleborni ingår i släktet Synema och familjen krabbspindlar. Inga underarter finns listade i Catalogue of Life.